# Cloridrato
Um cloridrato ou muriato é um sal em que o anion é Cl- (do ácido clorídrico, ou ácido muriático) e o cation deriva de uma base orgânica, normalmente uma amina. 
Vários fármacos são apresentados na forma de cloridrato.

## Usos
A conversão de aminas insolúveis em cloridratos é uma forma comum de torná-las solúveis em água e em ácido. Esta ação é particularmente desejável na absorção de muitos medicamentos pelo organismo.  A farmacopeia europeia lista mais de 200 cloridratos como ingredientes ativos em fármacos. Em comparação com bases livres, os cloridratos podem ser rapidamente liberados no trato intestinal, resultando em sua absorção dentro de quinze a trinta minutos.
- Wikcionário